# Igor Kowalenko
Igor Wiktorowicz Kowalenko, łot. Igors Kovaļenko, ros. Игорь Викторович Коваленко (ur. 29 grudnia 1988 w Nowomoskowsku) – ukraiński szachista, reprezentant Łotwy od 2013 do 2022, arcymistrz od 2011 roku. Od 2022 ponownie reprezentuje Ukraine.

## Kariera szachowa
W 2006 r. podzielił III m. w finale mistrzostw Ukrainy juniorów do 18 lat. W 2007 r. zwyciężył (wspólnie z Dmitrijem Maksimowem) w kołowym turnieju w Dniepropietrowsku oraz zajął I m. w Orle. W 2008 r. zwyciężył w dwóch turniejach, rozegranych w Ałuszcie oraz Lipiecku. Normy na tytuł arcymistrza wypełnił w latach Ałuszcie (2009 – I m.), Rostowie nad Donem (2010, memoriał Igora Bondarewskiego – I m.) oraz Moskwie (2011, turniej Moscow Open E – dz. II m. za Władimirem Biełousem, wspólnie m.in. z Siergiejem Tiwiakowem i Yu Yangyi). W 2011 r. podzielił II m. (za Dmitrijem Kokariewem, wspólnie z Denisem Chismatulinnem) w Iżewsku. W 2012 r. zdobył tytuł drużynowego mistrza Ukrainy, zwyciężył w Kałudze, podzielił I m. (wspólnie z Nikołajem Kabanowem i Aleksiejem Goganowem) w memoriale Lwa Poługajewskiego w Samarze oraz zajął II m. (za Antonem Szomojewem) w Iżewsku. W 2013 r. samodzielnie zwyciężył w memoriale Lwa Poługajewskiego w Samarze, podzielił również I m. w Woroneżu (wspólnie z Jurijem Kuzubowem i Olegiem Korniejewem) oraz Kazaniu (wspólnie z Andriejem Charłowem i Dmitrijem Kriakwinem). W 2014 r. odniósł szereg sukcesów – zwyciężył w memoriale Paula Keresa w Tallinnie (szachy szybkie), otwartych turniejach w Zalakaros, Çeşme i Lipawie oraz w turnieju strefowym (eliminacji mistrzostw świata), również w Lipawie.
Dwukrotnie zdobył złote medale indywidualnych mistrzostw Łotwy (2013, 2014).
Najwyższy ranking w dotychczasowej karierze osiągnął 1 lipca 2014 r., z wynikiem 2650 punktów zajmował wówczas 2. miejsce (za Aleksiejem Szyrowem) wśród łotewskich szachistów.